# D-Tunes
『d-Tunes』（ディーチューンズ）は、2022年4月3日からZIP-FMで放送されているラジオ番組。

## 概要
2022年春の大規模改編で新設された音楽番組。アメリカへの留学経験を持ち、海外の洋楽事情に精通している中川大輔による洋楽専門プログラム。番組ハッシュタグは「#でぃちゅん」。
放送は毎週木曜日に収録が行われるが、「生放送風番組」をキーワードにリアルタイムで楽しめる番組となっている。

## ナビゲーター
- 中川大輔（2022年4月3日 - ）

## 放送時間
- 日曜 23時30分 〜 翌 0時30分（JST）（2022年4月3日 - ）